# Savate

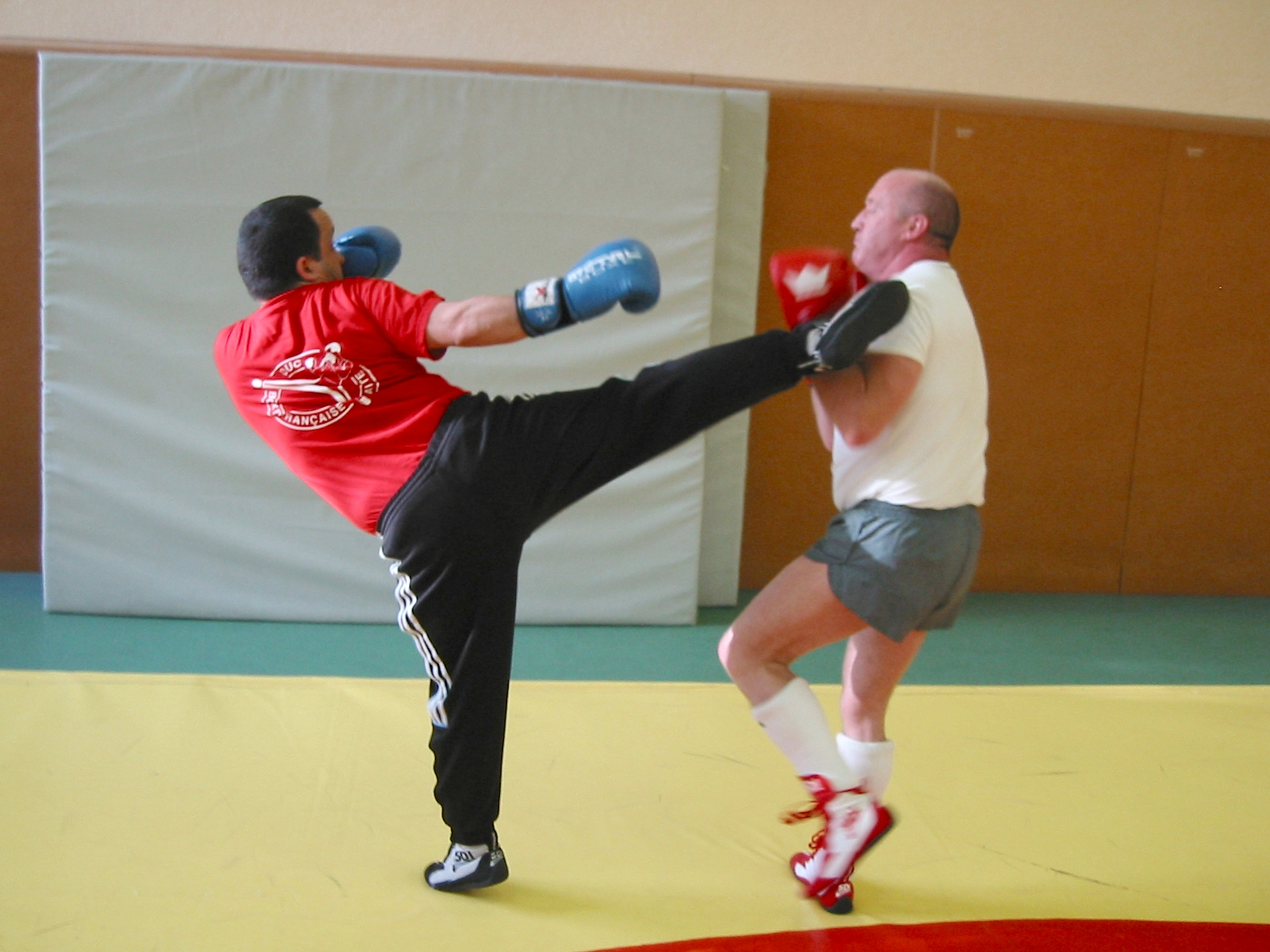
Savate concentreert zich op voetenwerk

Savate, ook bekend als Frans boksen, is een Europese vechtsport gebaseerd op verschillende soorten schoptechnieken. De naam van de sport is afgeleid van een soort zwaar schoeisel, dat begin negentiende eeuw gedragen werd. Savate is een mengvorm van traptechnieken uit het taekwondo (Tae Kwon Do) en het karate en slagtechnieken uit het Engelse boksen.

## Geschiedenis
De sport is oorspronkelijk begonnen door Franse zeilers tijdens reizen op de Indische Oceaan en de Zuid-Chinese Zee, omstreeks het jaar 1800. Omdat de zeelui hun handen nodig hadden om zich vast te houden aan dek, hadden ze alleen hun benen ter beschikking om een soort schopspel te doen. Dat spel groeide later uit tot savate.
In 1803 begon Michael Casseux de eerste savate-school in Parijs. Rond 1820 introduceerde Charles Lecour slaan - vanuit het Engelse boksen - als een ook toegestane techniek binnen de sport, maar alleen met de open hand. Op de Olympische Spelen van 1924 was savate voor het eerst op dat podium aanwezig, zij het als demonstratiesport.
Als gevolg van de vele doden in de Eerste en Tweede Wereldoorlog verdween savate bijna van de kaart, totdat graaf Pierre Baruzy het in de tweede helft van de twintigste eeuw weer grootmaakte. In 1965 werd het Comité National de Boxe Française opgericht. Begin 21e eeuw wordt savate beoefend in meer dan veertig landen verdeeld over vier werelddelen. De sport wordt vaak samen geleerd met La Canne, een zelfverdedigingssport met stokken.

## Savate in competitie
Competitie-savate kan op drie verschillende manieren worden gespeeld, namelijk in de vormen assaut, precombat en combat. In de eerste vorm gaat het vooral om techniek. De bedoeling is wel om je tegenstander te raken, maar niet te hard. Daar staan zelfs straffen op. Precombat is voluit vechten, maar wel met een helm en scheenbeschermers. Combat is voluit, zonder bescherming.
Savate wordt in competitieverband verdeeld in acht leeftijdscategorieën.
- Pré-poussin(e) - (7-8-9 jaar)
- Poussin(e) - (10-11 jaar)
- Benjamin(e) - (12-13 jaar)
- Minime - (14-15 jaar)
- Cadet(te) - (16-17 jaar)
- Junior(e) - (18-19-20 jaar)
- Senior(e) - (21 à 34 jaar)
- Vétéran(te) - (35 jaar en ouder).

Volwassen mannen worden vervolgens onderverdeeld in de klassen:
- Feather weight - <56 kg
- Light weight - 56 kg–60 kg
- Super light - 60 kg–65 kg
- Light middle - 65 kg–70 kg
- Super middle - 70 kg–76 kg
- Middle - 76 kg–82 kg
- Light Heavy - 82 kg–89 kg
- Heavy - 89 kg<

Volwassen vrouwen vechten in de klassen:
- Mouse - <48 kg
- Bantam - 48 kg–52 kg
- Feather weight - 52 kg–56 kg
- Light weight - 56 kg–60 kg
- Super light - 60 kg–65 kg
- Light middle - 65 kg–70 kg
- Super middle - 70 kg–76 kg
- Middle - 76 kg<

De vaardigheidsgraad van een savateur wordt aangegeven door de kleur van zijn handschoenen. Die kleuren zijn oplopend van beginner tot uitzonderlijk: kleurloos, blauw, groen, rood, wit, geel, zilver, goud.

## Savate in Nederland
In Nederland is er vanaf 2012 een Savate Federatie aangesteld door de Internationale Savate Federatie (FIS). Via de Nederlandse federatie kan men weer deelnemen aan Europees- en Wereldkampioenschappen.
in Apeldoorn worden er lessen savate gegeven.

## Savate in de media
- Het tv-programma Human Weapon van The History Channel (in Nederland alleen te ontvangen op digitale televisie) besteedde aflevering vier van haar eerste seizoen aan savate (45 minuten), tussen afleveringen over yokushinkai-karate en judo in.
- In het programma Fight Quest van Discovery Channel reisden de vechters Jimmy Smith en Doug Anderson naar Marseille om daar savate te beoefenen.
- Professor Zonnebloem uit de stripreeks De avonturen van Kuifje is een beoefenaar van savate. Hij leerde het aan de universiteit, maar in de praktijk blijken zijn vaardigheden wat roestig.